# Noel León
Noel Jesús León Vázquez (Monterrey, Nuevo León, México; 21 de diciembre de 2004) es un piloto de automovilismo mexicano. Fue miembro del Equipo Júnior de Red Bull en 2022. En 2023 compitió en su segunda temporada en Europa, esto en la Eurofórmula Open con el equipo Team Motopark, resultando campeón como debutante. En 2024 compitió en el Campeonato de Fórmula 3 de la FIA con Van Amersfoort Racing, en 2025 corre con Prema Racing.
Fue campeón del Campeonato NACAM de Fórmula 4 en 2019-20, del Campeonato de Estados Unidos de Fórmula 4 y la NASCAR México Challenge Series en 2021.

## Carrera deportiva

### Inicios
León comenzaría su carrera en karting en el año 2013, iniciaría compitiendo en el Rotax Max Challenge Grand Finals, en la categoría Micro Max, donde no acumularía ninguno punto, y terminaría en el 35.º lugar, al siguiente año participaría en el Florida Winter Tour en la categoría Rotax Micro Max, donde de mano del equipo Kart Guero, finalizaría la competición con 122 puntos y el 31.º lugar.
En 2016, participaría en el SKUSA SuperNationals, en la categoría Mini Swift, y en la Rotax Max Challenge Grand Finals, en la categoría Mini Max, en las dos competiciones no lograría sumar puntos y quedaría en el 59.º lugar y en el 19.º lugar.
Su participación en el Campeonato Nacional Fórmula Karts fue muy importante y consolidó gran parte de su desarrollo. Fue campeón nacional en la categoría Junior en el año 2017, y campeón nacional en la categoría KZ1 en 2021.
En 2017, daría un salto de calidad quedando en el 3.er lugar en la Rotax Max Challenge México, Noreste, en la categoría Juniors, que lo clasificaría al Rotax Max Challenge Grand Finals, donde quedaría en el  18.º lugar.

### Fórmula 4
Tras su etapa en el karting, León competiría de la mano del equipo mexicano Ram Racing Team, en la temporada 2017-18 del Campeonato NACAM de Fórmula 4, en la ronda que se celebraría en el Autódromo Monterrey, en esta ronda subiría al podio dos veces, terminaría la temporada con 45 puntos y quedaría en el 12.º lugar.
Al siguiente año, en la temporada temporada 2018-19, participaría nuevamente en una sola ronda con el equipo Ram Racing Team, que sería en el Autódromo hermanos Rodríguez, en esta ronda que conllevaba dos carreras, se subiría al podio en la primera carrera con el tercer lugar, y en la segunda carrera quedaría en el cuarto lugar, no terminaría la temporada debido a que disputaría diferentes campeonatos de karting, como el Campeonato de Europa CIK-FIA, en la categoría KZ2.
En 2019, al participar en toda la temporada 2019-20 y competir una vez más con Ram Racing Team, demostraría ser un gran avance, ya que León obtendría siete victorias que, junto con ocho podios más, lo impulsaron a ganar el campeonato, donde lograría conseguir 325 puntos y quedaría en el 1.º lugar.
En 2021, León sería fichado por DEForce Racing, para competir en el Campeonato de Estados Unidos de Fórmula 4 de 2021, en este campeonato lograría ganar dos carreras y obtener ocho podios, además de cuatro pole positions, con estos resultados, León se convertiría en el primer mexicano campeón del Campeonato de Estados Unidos de Fórmula 4.

### Fórmula Regional y Eurofórmula
En 2022, León participaría en el Campeonato de Fórmula Regional Europea con el equipo Arden Motorsport. Además, después de que superara algunas pruebas en Barcelona en un Fórmula 3, Helmut Marko aceptaría al piloto mexicano en el Equipo Júnior de Red Bull.
En Monza e Imola, León no lograría obtener puntos, hasta que llegaría Mónaco, donde lograría obtener en la primera carrera el 10.º lugar, y en la segunda el 9.º lugar, logrando obtener tres puntos. En Paul Ricard, Zandvoort e Hungaroring se repetiría lo mismo de las primeras cuatro carreras, no lograría puntuar.
En Spa-Francorchamps, en la primera carrera quedaría en 22.º posiciones, pero en la segunda carrera, León se involucraría en un incidente en la vuelta 1 y tras ese accidentes, se volvería el final de la carrera tras abandonar por daños en su carro.

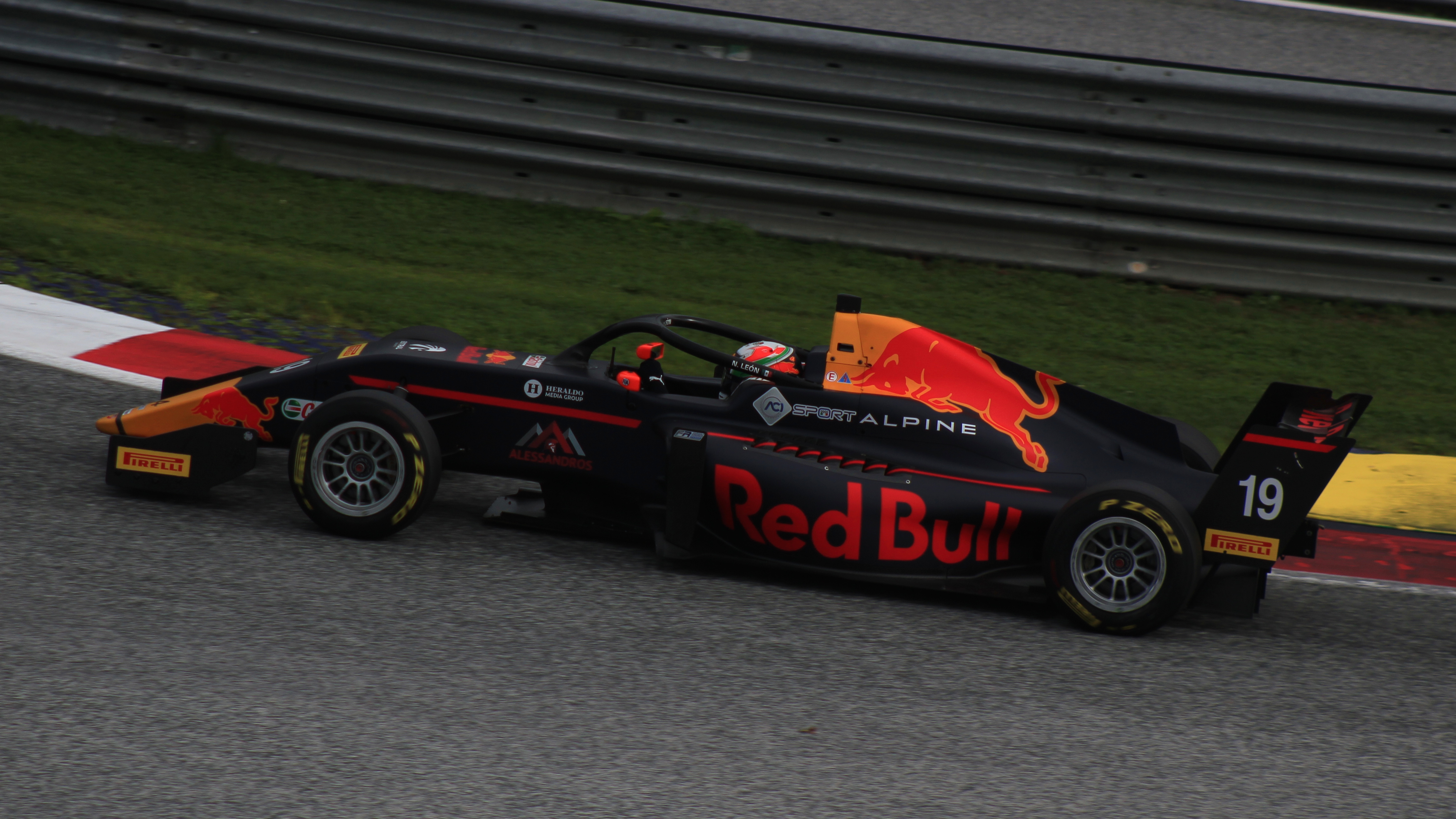
León en el Red Bull Ring en 2022.

En Spielberg, León lograría tener una buena adaptación al circuito, pero debido a problemas en la configuración del coche, no lograría sumar ningún punto. En la penúltima ronda se celebró en Barcelona, donde a pesar de haber probado el circuito antes, no lograría clasificar ni terminar en los puntos en las dos carreras de la ronda.
Para la última ronda en Mugello, León esperaba conseguir puntos, pero en la primera carrera pondría una configuración que no lo dejaría pelear por posiciones, y en la segunda, esperando pelear más posiciones cambiando la configuración del coche, tampoco lograría hacer nada y terminaría la temporada en la posición 23 con solo tres puntos obtenidos.
Después de la temporada regular, León disputaría dos entrenamientos de postemporada, el primero lo realizaría en Mugello con el equipo italiano Trident, en las prueba quedaria en 17.º lugar, con un mejor tiempo de 1:43.621 en 63 vueltas. En segundo entrenamiento lo realizaría en el Red Bull Ring, esta vez con el equipo ART Grand Prix, en este enteramiento mejoraría sus resultados del enteramiento anterior, quedando en 10.º lugar, con un mejor tiempo de 1:26.798 en 178 vueltas.
Tras su mala temporada, el Equipo Júnior de Red Bull retiraría su apoya a León para 2023.
Antes de que acabara el año, León realizó test de la Eurofórmula Open con el equipo alemán Team Motopark, en estos test, León se convertiría en el quinto mejor con un tiempo de 1:37.776s dado en 141 vueltas, siendo superado por su compañero de equipo Enzo Trulli.
A inicios de 2023, León sería confirmado por Team Motopark para disputar la Eurofórmula Open en 2023. Ganaría el título con siete victorias y una gran ventaja sobre el segundo clasificado, su compañero Cian Shields.

### Fórmula 3
En septiembre de 2022, León participó en la prueba de postemporada del Campeonato de Fórmula 3 de la FIA que se celebró en Jerez, conduciendo para Van Amersfoort Racing (VAR) acompañado de Rafael Villagómez y Roberto Faria, aunque León no completaría los tres días de postemporada.
León fue piloto titular de VAR durante la temporada 2024, como compañero de Sophia Flörsch y Tommy Smith.

## Resumen de carrera
| Temporada | Categoría                                   | Equipo                          | Carreras     | Victorias    | Poles        | VR           | Podios       | Puntos       | Pos.         |
| --------- | ------------------------------------------- | ------------------------------- | ------------ | ------------ | ------------ | ------------ | ------------ | ------------ | ------------ |
| 2017-18   | Campeonato NACAM de Fórmula 4               | Ram Racing                      | 3            | 0            | 0            | 0            | 2            | 45           | 12.º         |
| 2018      | Trucks Series México                        | Sidral Aga Racing Team          | 1            | 0            | 0            | 0            | 0            | 34           | 25.º         |
| 2018-19   | Campeonato NACAM de Fórmula 4               | Ram Racing                      | 2            | 0            | 0            | 0            | 1            | 27           | 11.º         |
| 2019-20   | Campeonato NACAM de Fórmula 4               | Ram Racing                      | 20           | 7            | 10           | 5            | 15           | 325          | 1.º          |
| 2020      | SC Súper Copa - GTM Pro 1                   | Sidral Aga Racing Team          | 12           | 1            | 1            | 0            | 2            | 868          | 10.º         |
| 2020      | SC Súper Copa - Tractocamiones Freightliner |                                 | 1            | 0            | 0            | 0            | 0            | 72           | 16.º         |
| 2021      | Campeonato de Estados Unidos de Fórmula 4   | DEForce Racing                  | 17           | 3            | 3            | 1            | 11           | 212          | 1.º          |
| 2021      | NASCAR México Challenge Series              | Alessandros Racing              | 11           | 7            | 4            | 5            | 9            | 317          | 1.º          |
| 2021      | SC Súper Copa - GTM Pro 1                   | Sidral Aga                      | 2            | 1            | 1            | 0            | 1            | 166          | 17.º         |
| 2022      | Campeonato de Fórmula Regional Europea      | Arden Motorsport                | 20           | 0            | 0            | 0            | 0            | 3            | 23.º         |
| 2023      | Eurofórmula Open                            | Team Motopark                   | 23           | 7            | 3            | 11           | 16           | 394          | 1.º          |
| 2023      | Gran Premio de Macao                        | Van Amersfoort Racing           | 1            | 0            | 0            | 0            | 0            | N/A          | 19.º         |
| 2024      | Campeonato de Fórmula 3 de la FIA           | Van Amersfoort Racing           | 20           | 0            | 0            | 1            | 4            | 79           | 10.º         |
| 2024      | Gran Premio de Macao                        | KCMG IXO by Pinnacle Motorsport | 1            | 0            | 0            | 0            | 1            | N/A          | 3.º          |
| 2025      | Campeonato de Fórmula 3 de la FIA           | Prema Racing                    | Disputándose | Disputándose | Disputándose | Disputándose | Disputándose | Disputándose | Disputándose |
| Fuente:   |                                             |                                 |              |              |              |              |              |              |              |

## Resultados

### Campeonato de Fórmula Regional Europea
(Clave) (negrita indica pole position) (cursiva indica vuelta rápida)

| Año  | Equipo           | 1   | 1   | 2   | 2   | 3   | 3   | 4   | 4   | 5   | 5   | 6   | 6   | 7   | 7   | 8   | 8   | 9   | 9   | 10  | 10  | Pos. | Puntos |
| ---- | ---------------- | --- | --- | --- | --- | --- | --- | --- | --- | --- | --- | --- | --- | --- | --- | --- | --- | --- | --- | --- | --- | ---- | ------ |
| 2022 | Arden Motorsport | MNZ | MNZ | IMO | IMO | MON | MON | LEC | LEC | ZAN | ZAN | BUD | BUD | SPA | SPA | SPI | SPI | BAR | BAR | MUG | MUG | 23.º | 3      |
| 2022 | Arden Motorsport | 21  | 25  | 22  | 15  | 10  | 9   | 17  | 20  | 24  | 17  | 13  | 17  | 22  | Ret | 12  | 12  | 12  | 17  | 24  | 27  | 23.º | 3      |

### Eurofórmula Open
(Clave) (negrita indica pole position) (cursiva indica vuelta rápida)

| Año  | Escudería     | 1   | 1   | 1   | 2   | 2   | 2   | 3   | 3   | 3   | 4   | 4   | 4   | 5   | 5   | 5   | 6   | 6   | 6   | 7   | 7   | 8   | 8   | 8   | Pos. | Puntos |
| ---- | ------------- | --- | --- | --- | --- | --- | --- | --- | --- | --- | --- | --- | --- | --- | --- | --- | --- | --- | --- | --- | --- | --- | --- | --- | ---- | ------ |
| 2023 | Team Motopark | POR | POR | POR | SPA | SPA | SPA | BUD | BUD | BUD | LEC | LEC | LEC | SPI | SPI | SPI | MNZ | MNZ | MNZ | MUG | MUG | BAR | BAR | BAR | 1.º  | 394    |
| 2023 | Team Motopark | 3   | 5   | 1   | 1   | 2   | 3   | 1   | 4   | 3   | Ret | 7   | 2   | 1   | 1   | 2   | 1   | Ret | 2   | 1   | 3   | Ret | 4   | 3   | 1.º  | 394    |

### Campeonato de Fórmula 3 de la FIA
(Clave) (negrita indica pole position) (cursiva indica vuelta rápida puntuable)

| Año   | Escudería             | 1   | 1   | 2   | 2   | 3   | 3   | 4   | 4   | 5   | 5   | 6   | 6   | 7   | 7   | 8   | 8   | 9   | 9   | 10  | 10  | Pos. | Puntos | Ref.   |
| ----- | --------------------- | --- | --- | --- | --- | --- | --- | --- | --- | --- | --- | --- | --- | --- | --- | --- | --- | --- | --- | --- | --- | ---- | ------ | ------ |
| 2024  | Van Amersfoort Racing | SAK | SAK | MEL | MEL | IMO | IMO | MON | MON | BAR | BAR | SPI | SPI | SIL | SIL | BUD | BUD | SPA | SPA | MNZ | MNZ | 10.º | 79     | [ 22 ] |
| 2024  | Van Amersfoort Racing | 22  | 12  | Ret | 26  | 3   | 19  | 4   | 23  | 6   | 9   | 9   | 23  | 2   | 10  | 12  | 2   | 3   | 4   | Ret | 7   | 10.º | 79     | [ 22 ] |
| 2025* | Prema Racing          | MEL | MEL | SAK | SAK | IMO | IMO | MON | MON | BAR | BAR | SPI | SPI | SIL | SIL | SPA | SPA | BUD | BUD | MNZ | MNZ | 18.º | 21     | [ 23 ] |
| 2025* | Prema Racing          | 10  | 13  | 11  | 17  | 9   | 28† | Ret | Ret | 10  | 18  | 10  | 11  | 7   | 3   | 15  | C   | Ret | 17  |     |     | 18.º | 21     | [ 23 ] |

- * Temporada en progreso.